# Crorema submaculata
Crorema submaculata är en fjärilsart som beskrevs av Collenette 1931. Crorema submaculata ingår i släktet Crorema och familjen tofsspinnare. Inga underarter finns listade i Catalogue of Life.